# Daniel Schneidermann

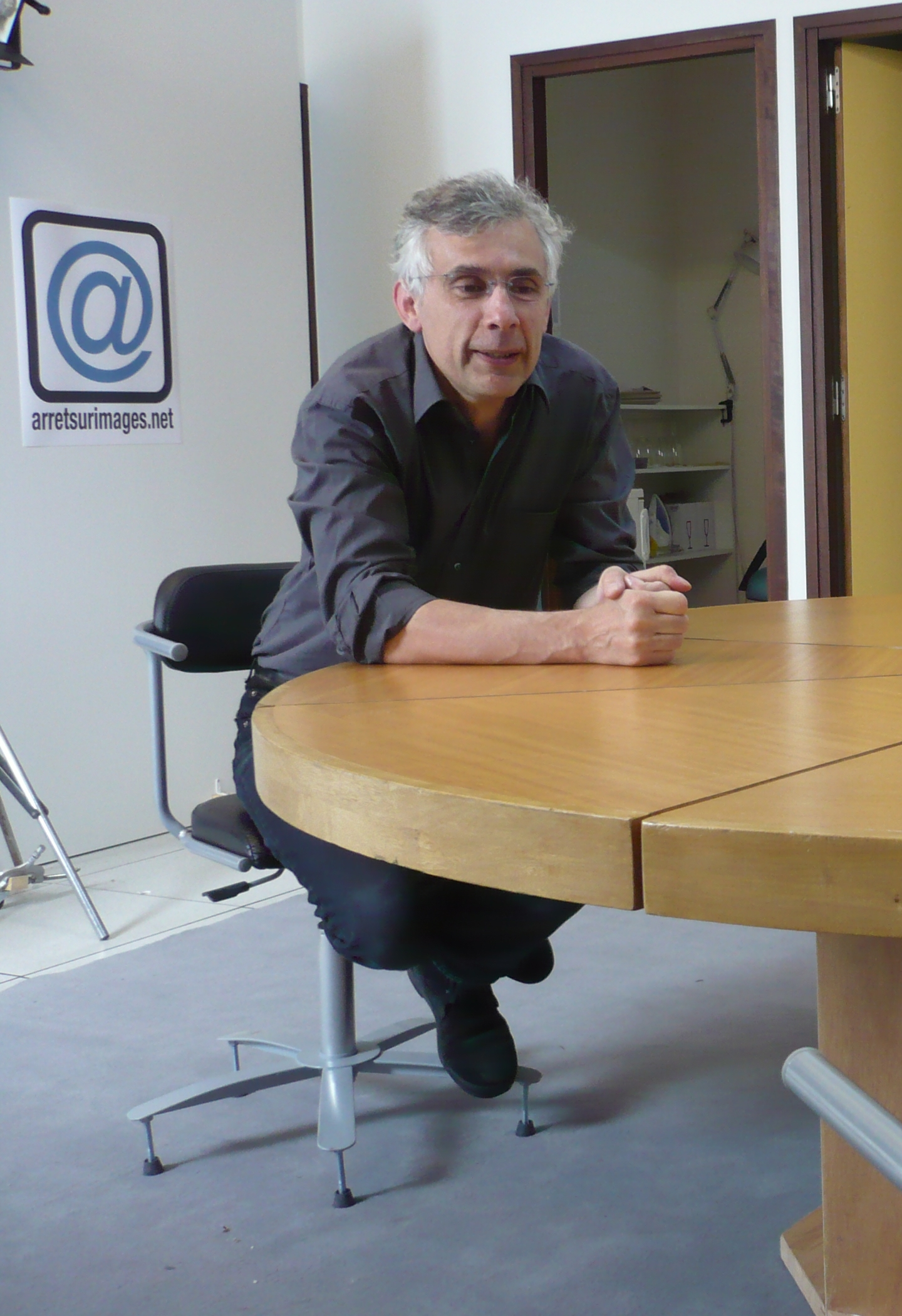
Daniel Schneidermann (2009)

Daniel Schneidermann (* 5. April 1958 in Paris) ist ein französischer Journalist.
Sein Fachgebiet ist die Beschäftigung mit den Massenmedien. Er widmet sich insbesondere der Analyse des Fernsehbildes. Er veröffentlicht vor allem in Wochenzeitschriften. Bis 2003 war er auch Fernsehkritiker bei der Le Monde, die ihm wegen angeblicher Verunglimpfung des Blattes in einem seiner Bücher kündigte. Heute schreibt er für die Libération. Er präsentierte auch die Fernsehsendung Arrêt sur images des Senders France 5.

## Bibliografie
- Tout va très bien, monsieur le ministre, Belfond, 1987, ISBN 2-7144-2069-9
- Où sont les caméras ?, Belfond, 1989, ISBN 2-7144-2308-6
- Un certain Monsieur Paul, l'affaire Touvier, Fayard, 1989 (avec Laurent Greilsamer), ISBN 2-213-59248-9
- Les Juges parlent, Fayard, 1992 (avec Laurent Greilsamer), ISBN 2-213-02939-3
- Arrêts sur images, Fayard, 1994, ISBN 2-213-59180-6
- Anxiety Show, Arléa, 1994, ISBN 2-86959-216-7
- La Disparue de Sisterane, Fayard, 1992, ISBN 2-213-02847-8
- Nos mythologies, Plon, 1995, ISBN 2-259-18164-3
- L'Étrange Procès, Fayard, 1998, ISBN 2-213-60104-6
- Du journalisme après Bourdieu, Fayard, 1999, ISBN 2-213-60398-7
- Les Folies d'Internet, Fayard, 2000, ISBN 2-213-60694-3
- Où vont les juges ?, Fayard, 2002 (avec Laurent Greilsamer), ISBN 2-213-61077-0
- Le Cauchemar médiatique, Denoël, 2003, ISBN 2-07-031704-8
- Cinq têtes coupées. Massacres coloniaux: enquête sur la fabrication de l'oubli, Seuil, 2023, ISBN 978-2-02-152994-4

## Film
- Kosovo, des journalistes dans la guerre (Dokumentarfilm für ARTE, 2000, 90 Minuten)